# ЦКТБ велобудування
ЦКТБ велобудування — центральне конструкторське технічне бюро велобудування, спеціалізоване конструкторське бюро по розробці велосипедної техніки в СРСР.

## Загальні відомості
Центральне конструкторське технічне бюро велобудування було створене в 1954 році при харківському велосипедному заводі. Це була окрема установа та не була структурою конструкторського бюро велозаводу[джерело?].
Метою створення такої потужного спеціалізованого закладу було розробка нових моделей велосипедів, зокрема спортивної, чемпіонської велотехніки. У ЦКТБ велобудування розробляли та виготовляли робочі зразки спортивних велосипедів «Старт-Шоссе», «Чемпіон-Шоссе», «Тахіон».
У середині 1960-х років ЦКТБ було розроблено та згодом виготовлено колеса для самоходного місячного апарату «Луноход».

## Цікаві факти
- У ЦКТБ велобудування в середині 1970-х років було розроблено та виготовлено велосипеди для циркових артистів та програми «Ведмеді на велосипеді»[2].
- У конструкції велосипедів чемпіонського класу «Чемпіон-Шоссе», «Тахіон» застосовували труби італійського та японського виробництва, систему перемикання передач Campagnolo, та інші елементи провідних закордонних фірм.